# Giuseppe Pressato
Giuseppe Pressato (Torreglia, 27 agosto 1915 – Padova, 7 aprile 2003) è stato un militare italiano, insignito della medaglia d'oro al valor militare a vivente nel corso della seconda guerra mondiale.

## Biografia
Nacque a Torreglia nel 1915, figlio di Marco e Antonia Pressato. Rimase orfano di entrambi i genitori dall'età di 3 anni: il padre infatti morì per le ferite riportate nella Grande Guerra mentre la madre per le conseguenze dell'influenza spagnola. Verso la metà degli anni trenta si trasferì per lavoro a Sesto San Giovanni, andando a lavorare come operaio presso la Società Italiana Ernesto Breda per Costruzioni Meccaniche. Tra il luglio e il settembre 1936 prestò servizio militare di leva ridotta presso il Regio Esercito.
Il 2 giugno 1940 fu richiamato in servizio attivo venendo assegnato al 29º Reggimento fanteria "Pisa", inquadrato nella 26ª Divisione fanteria "Assietta". In forza al reparto esploratori del I Battaglione, dopo lo scoppio delle ostilità, avvenuto il 10 dello stesso mese, si trovò subito in zona di operazioni tra la Valle Sus e il colle Chabaud (2.229 m). Il giorno 21, nel pieno della battaglia delle Alpi Occidentali, fu incaricato di recapitare un messaggio, ma sul colle Chabaud venne investito dallo scoppio di una granata che gli procuró l'amputazione di alcune falangi della mano sinistra, e gravi lesioni alla mano destra. Invece di presentarsi ad un posto di medicazione, continuò la sua missione raggiungendo il comando di battaglione dove consegnò il messaggio, trasportato fino a quel punto tenendolo tra i denti, e svenendo subito per la grande emorragia in atto. I medici decisero di trasferirlo immediatamente verso l’ospedale da campo, ma egli volle cedere il suo posto ad un ufficiale gravemente ferito. Per questo fatto fu insignito della medaglia d'oro al valor militare a vivente, consegnatagli personalmente da S.A.R. il Principe di Piemonte. Congedato in seguito dall’esercito, dovette lasciare anche il suo posto di lavoro presso la Breda a causa delle lesioni riportate. Dopo la fine del conflitto fu assunto presso l'amministrazione provinciale di Padova, trasferendosi nella città capoluogo dove poi si spense.
La sua storia apparve sulla copertina de La Domenica del Corriere, con una tavola di Achille Beltrame, e della rivista Pro Familia nel 1942. Nel 1952 la foto in cui riceveva la medaglia d'oro fu pubblicata sul periodico Oggi.

### Annotazioni
1. ↑  La sezione della Gioventù Italiana del Littorio di Milano gli dedicò una cartolina in franchigia.

### Fonti
1. ↑  Combattenti Liberazione.
2. 1 2 3 4 5  Ceretta 2017, p. 34.
3. 1 2 3 4 5  Ceretta 2017, p. 35.
4. 1 2 3 4 5  Ceretta 2017, p. 36.
5. ↑  Quirinale - scheda - visto 4 maggio 2018

### Periodici
- Gionata Ceretta, Una Storia di Eroismo e Propaganda, in Euganeamente. Vivere e Scoprire i Colli Euganei, n. 18, Padova, Futurame snc, febbraio-marzo 2017,  pp. 34-36.